# Desterro do Melo

Desterro do Melo este un oraș în Minas Gerais (MG), Brazilia.